# Equus kiang
O Quiangue (Equus kiang) é uma espécie de mamífero da família Equidae. Ocorre no platô tibetano e áreas adjacentes na China, Nepal, Índia e Paquistão; e possivelmente no Butão.